# United Nations Relief and Rehabilitation Administration

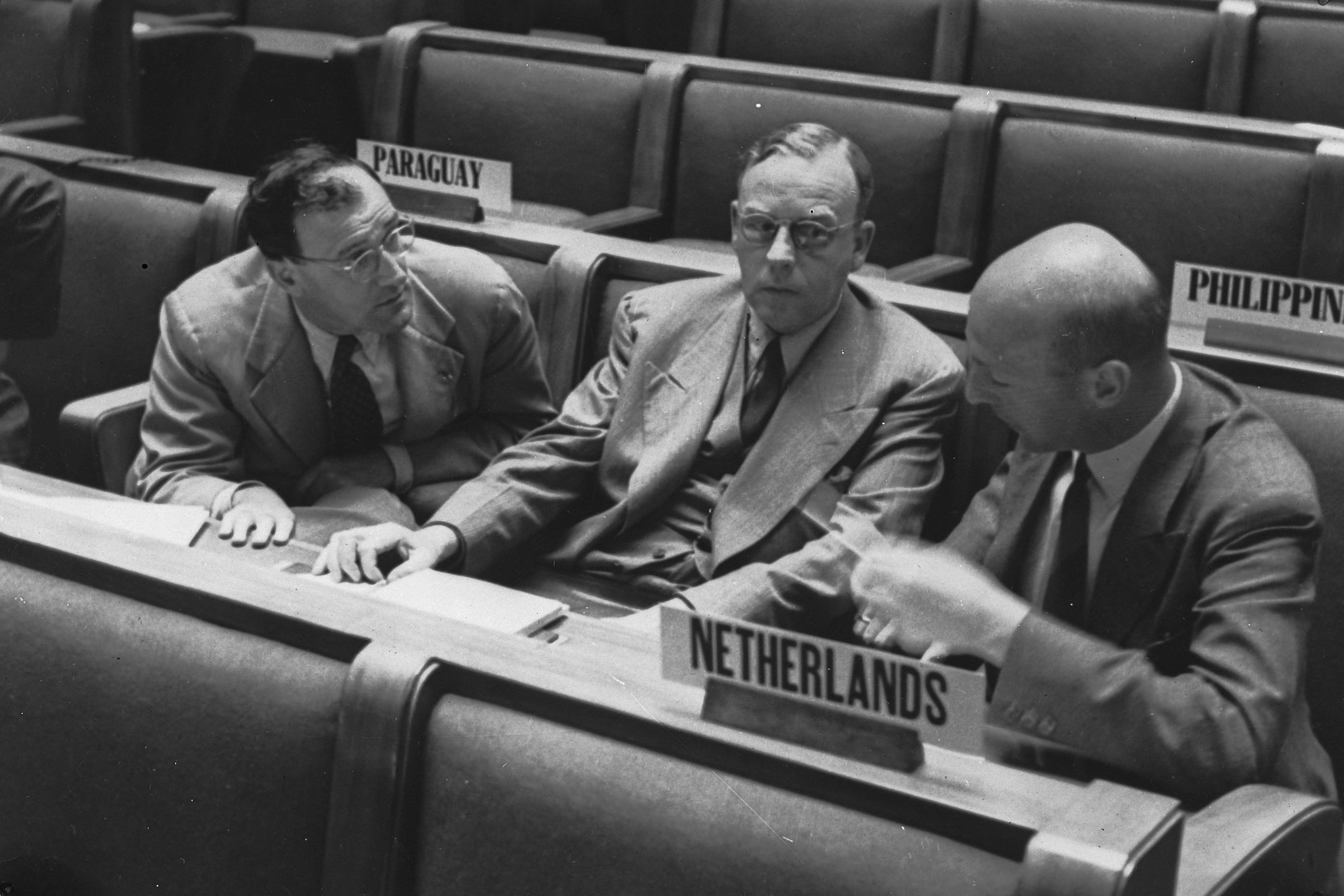
Kongres UNRRA

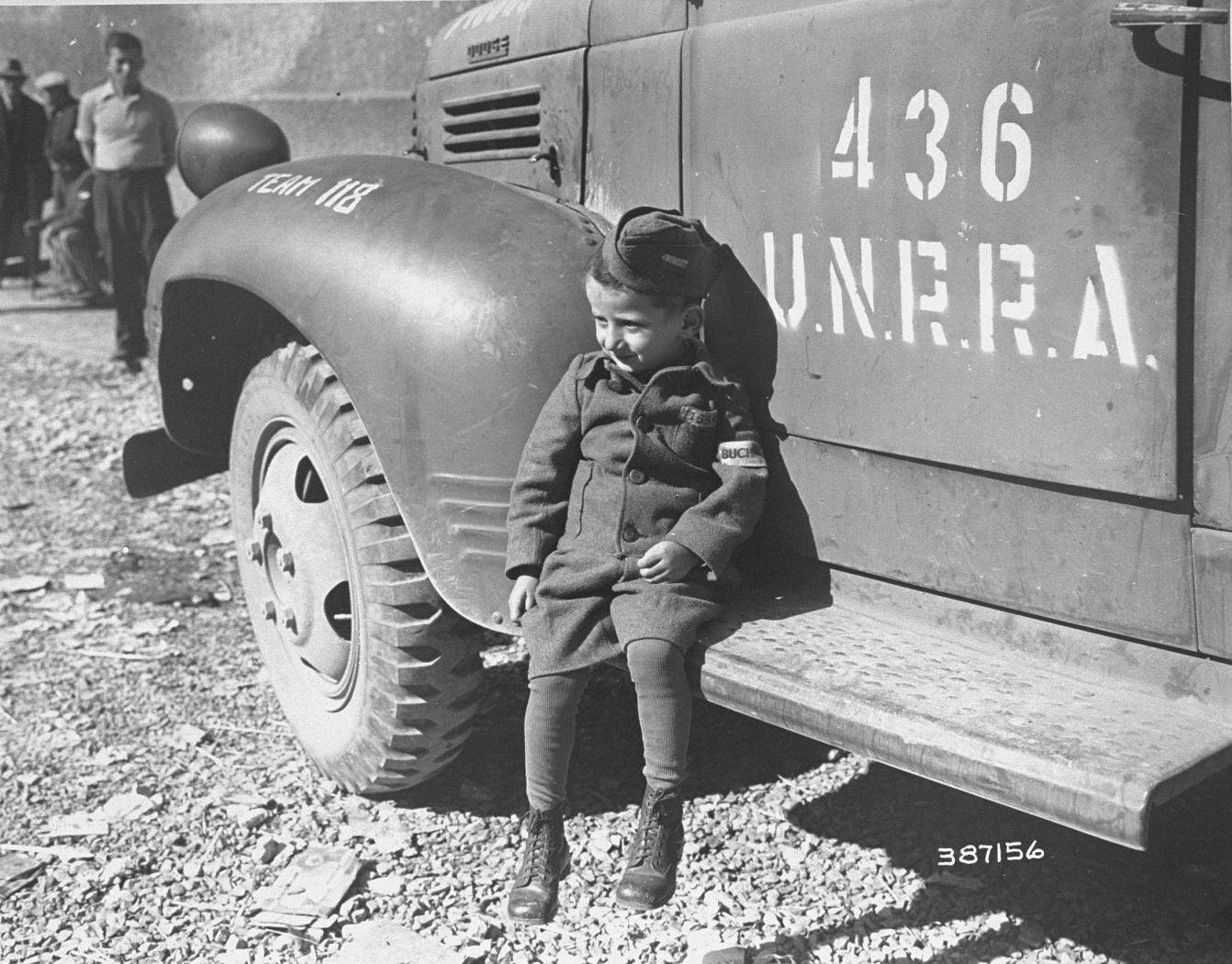
Ciężarówka UNRRA w Buchenwaldzie

United Nations Relief and Rehabilitation Administration, UNRRA (w tłum. z ang. Administracja Narodów Zjednoczonych do spraw Pomocy i Odbudowy, często również Organizacja Narodów Zjednoczonych do spraw Pomocy i Odbudowy) – organizacja międzynarodowa utworzona 9 listopada 1943 roku w Waszyngtonie w celu udzielenia pomocy obszarom wyzwolonym w Europie i Azji po zakończeniu II wojny światowej. Inicjatorami jej powstania były Stany Zjednoczone (z których pochodziło prawie 70% świadczeń), Wielka Brytania, ZSRR i Republika Chińska. Największymi odbiorcami były Chiny i Polska.

## Opis
W latach 1945–1947 dostarczono do Polski 2 mln ton różnych towarów, m.in. ciągniki, maszyny budowlane i rolnicze, parowozy, wagony kolejowe, samochody ciężarowe, warsztaty naprawcze i montownie, a także odzież, tekstylia, sprzęt medyczny, leki, materiały płynne, zboże, zwierzęta, artykuły spożywcze i kilka milionów 5-kilogramowych paczek żywnościowych z zapasów wojskowych.
W 1945 UNRRA została włączona do Organizacji Narodów Zjednoczonych. W 1947 jej miejsce zajęła Międzynarodowa Organizacja Uchodźców.
Ze względu na znaczącą rolę w zapewnieniu środków utrzymania w zniszczonym kraju, organizacja ta zyskała sobie w Polsce żartobliwe określenie „Ciocia Unra”.
Łączną wartość przekazanych przez tę organizację darów szacuje się na ponad 3 miliardy dolarów. Działalność prowadzona przez UNRRA, polegała na wspieraniu słabych punktów w gospodarkach państw, dostarczaniu produktów pierwszej potrzeby (m.in. żywność, leki, surowce) i podstawowych urządzeń do wznowienia produkcji przemysłowej i rolniczej.
Mimo niewątpliwych w tym czasie korzyści gospodarczych dla Polski, już w połowie 1946 władze komunistyczne PRL, pod naciskiem ZSRR, zaczęły traktować tę organizację jako formę ingerencji Stanów Zjednoczonych w suwerenność Polski Ludowej i w pewnym momencie  wycofały zgodę na jej działalność na obszarze kraju.

## Upamiętnienie

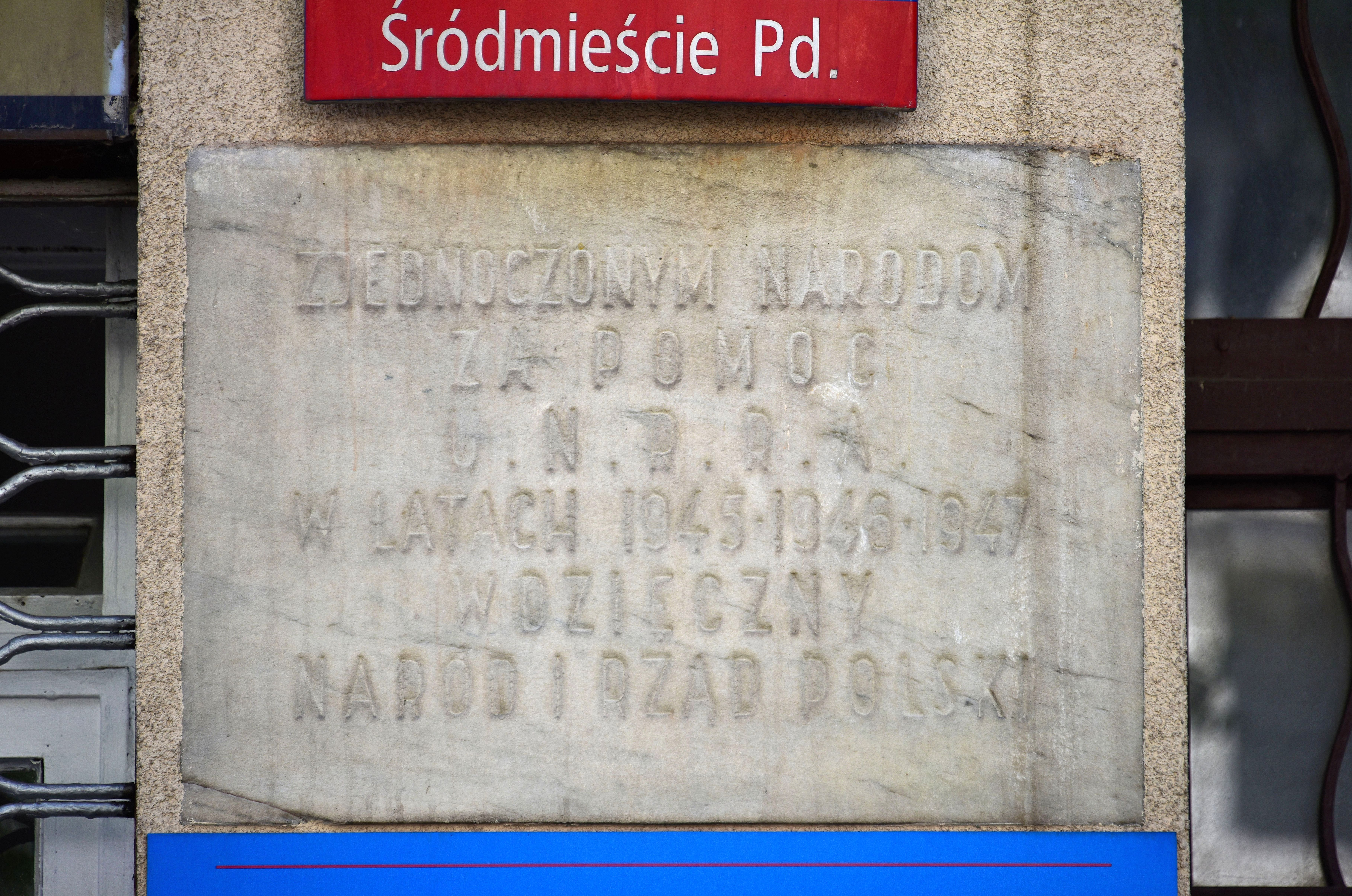
Tablica pamiątkowa przy ulicy Hożej 35 w Warszawie

- W czerwcu 1947 przy ulicy Hożej 35 w Warszawie odsłonięto tablicę pamiątkową o treści[5]: Zjednoczonym narodom za pomoc U.N.R.R.A. w latach 1945•1946•1947 wdzięczny naród i rząd Polski.